# Justitieministerium
Justitieministerium är ett regeringsministerium (regeringsdepartement) som ansvarar lagstiftningsfrågor, rätts-, domar- och åklagarväsendet samt kriminalvård. I Sverige, Norge och Danmark ansvarar justitieministeriet även för polisväsendet, till skillnad från flertalet andra länder där dessa frågor sorterar under inrikesministeriet (USA, Storbritannien, Frankrike, Tyskland, Finland).  I länder såsom Filippinerna, är också justitiedepartementet ansvarigt för invandringsfrågor.   
Ministeriet leds vanligen av en justitieminister och bistås i detta av en tjänsteman som vanligtvis är politiskt tillsatt och i flera länder innehar titeln statssekreterare. I några länder sorterar ytterligare en minister under ministeriet, till exempel migrationsminister i Sverige. Justitieministern är ofta är en av de mer prestigefyllda ministerposterna i regeringen, i till exempel USA är posten sjua i successionsordningen för presidenten. I vissa anglo-saxiska länder kallas justitieministern för Attorney General (USA, Australien och Kanada), men i till exempel Storbritannien är den senare en hög juridisk ämbetsman och kronjurist.

## Länder
|                |                                             |                                                 |                                                  |  |  |  |
| Afghanistan    | Justitsministeriet                          | Justitsminister                                 |                                                  |  |  |  |
| Australien     | Attorney-General's Department               | Attorney General                                |                                                  |  |  |  |
| Danmark        | Justitsministeriet                          | Justitsminister                                 |                                                  |  |  |  |
| Filippinerna   | Department of Justice                       | Justice Secretary                               |                                                  |  |  |  |
| Finland        | Justitieministeriet                         | Justitieminister                                |                                                  |  |  |  |
| Frankrike      | Ministère de la Justice et des Libertés     | Ministre de la Justice, Garde des sceaux        | Hotel de Bourvallais vid Place Vendôme           |  |  |  |
| Italien        | Ministero della Giustizia                   | Ministro della Giustizia                        | Palazzo Piacentini                               |  |  |  |
| Kanada         | Department of Justice                       | Minister of Justice, Attorney General           |                                                  |  |  |  |
| Norge          | Justis- og beredskapsdepartementet          | Justisminister                                  |                                                  |  |  |  |
| Portugal       | Ministério da Justiça                       | Ministro da Justiça                             | Terreiro do Paço                                 |  |  |  |
| Storbritannien | Ministry of Justice                         | Secretary of State for Justice, Lord Chancellor | 102 Petty France                                 |  |  |  |
| Sverige        | Justitiedepartementet                       | Justitieminister                                | Rosenbad                                         |  |  |  |
| Litauen        | Lietuvos Respublikos teisingumo ministerija | Justitieminister (teisingumo ministras)         | Remigijus Šimašius                               |  |  |  |
| Tyskland       | Bundesministerium der Justiz (BMJ)          | Bundesminister der Justiz                       | Mohrenstraße 37, Berlin                          |  |  |  |
| USA            | Department of Justice (DOJ)                 | Attorney General                                | Robert F. Kennedy Department of Justice Building |  |  |  |

1. ↑  I dagligt tal kallas ministeriet Ministère de la Justice eller La chancellerie som en referens till Chancelier de France som var en inflytelserik ämbetsmannapost med liknande arbetsuppgifter under Ancien régime.
2. ↑  Garde des sceaux är en hederstitel som ungefär betyder "sigillbevarare". Ursprungligen ansvarade Chancelier de France för franska kungen sigill, men 1551 tillsatte Henrik II av Frankrike en särskild "sigillbevarare" som sedan var en titel fram till Franska revolutionen.
3. ↑  Formell titel Lord High Chancellor of Great Britain
4. ↑  Formell titel är Statsråd och chef för Justitiedepartementet
5. ↑  http://www.tm.lt
6. ↑  I dagligt tal Justizminister.